# مارماهی اقیانوسی گردن‌باریک
مارماهی اقیانوسی گردن‌باریک (نام علمی: Derichthys serpentinus) نام یک گونه از تیره مارماهی گردن‌دراز است.